# Silver Ayoo
Silver Ayoo (* 26. November 1950) ist ein ehemaliger ugandischer Sprinter und Hürdenläufer.
Bei den Olympischen Spielen 1972 in München schied er über 400 m im Vorlauf aus.
1973 gewann er bei den Afrikaspielen in Lagos über 400 m Hürden Bronze.
Bei den British Commonwealth Games 1974 in Christchurch gewann er Silber über 400 m und Bronze in der 4-mal-400-Meter-Staffel. Über 400 m Hürden gelangte er ins Halbfinale.
1980 erreichte er bei den Olympischen Spielen in Moskau über 400 m das Viertelfinale und schied in der 4-mal-400-Meter-Staffel in der ersten Runde aus.

## Persönliche Bestzeiten
- 400 m: 45,68 s, 26. Januar 1974, Christchurch
- 400 m Hürden: 50,25 s, 13. Januar 1973, Lagos